# Sedum cryptomerioides
Sedum cryptomerioides là một loài thực vật có hoa trong họ Crassulaceae. Loài này được Bartlet & Yamamoto miêu tả khoa học đầu tiên năm 1932.